# Lampranthus ernestii
Lampranthus ernestii är en isörtsväxtart som först beskrevs av L. Bol., och fick sitt nu gällande namn av L. Bol. Lampranthus ernestii ingår i släktet Lampranthus och familjen isörtsväxter. Inga underarter finns listade i Catalogue of Life.